# Resposta a l'impuls

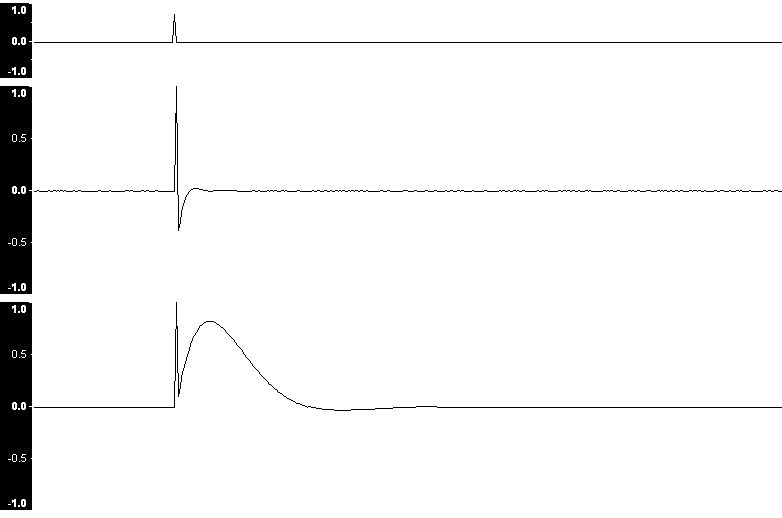
La resposta d'impuls d'un sistema d'àudio senzill. Mostra, de dalt a baix, l'impuls original, la resposta després de l'augment d'alta freqüència i la resposta després de l'augment de baixa freqüència.

En el processament del senyal i la teoria del control, la resposta a l'impuls, o funció de resposta a l'impuls (amb acrònim anglès IRF), d'un sistema dinàmic és la seva sortida quan es presenta un senyal d'entrada breu, anomenat impuls (δ(t)). De manera més general, una resposta d'impuls és la reacció de qualsevol sistema dinàmic en resposta a algun canvi extern. En ambdós casos, la resposta a l'impuls descriu la reacció del sistema en funció del temps (o possiblement en funció d'alguna altra variable independent que parametritzi el comportament dinàmic del sistema).

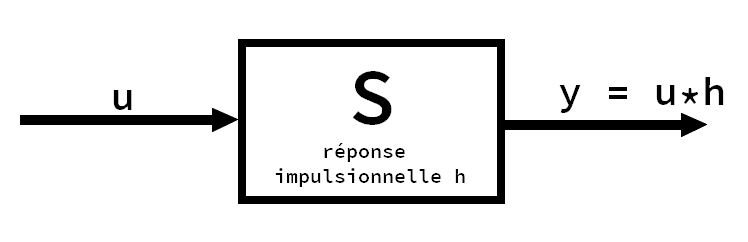
Representació d'entrada-sortida d'un sistema amb entrada u i sortida y = u*h, on h és la resposta a l'impuls.

En tots aquests casos, el sistema dinàmic i la seva resposta als impulsos poden ser objectes físics reals, o poden ser sistemes matemàtics d'equacions que descriuen aquests objectes.
Com que la funció d'impuls conté totes les freqüències (vegeu la transformada de Fourier de la funció delta de Dirac, que mostra l'amplada de banda de freqüència infinita que té la funció delta de Dirac), la resposta d'impuls defineix la resposta d'un sistema lineal invariant en el temps per a totes les freqüències.
Matemàticament, com es descriu l'impuls depèn de si el sistema es modela en temps discret o continu. L'impuls es pot modelar com una funció delta de Dirac per a sistemes de temps continu, o com el delta de Kronecker per a sistemes de temps discret. El delta de Dirac representa el cas límit d'un pols fet molt curt en el temps mantenint la seva àrea o integral (donant així un pic infinitament alt). Tot i que això és impossible en qualsevol sistema real, és una idealització útil. En la teoria de l'anàlisi de Fourier, aquest impuls comprèn porcions iguals de totes les possibles freqüències d'excitació, cosa que el converteix en una sonda de prova convenient.
Per determinar una sortida directament en el domini del temps requereix la convolució de l'entrada amb la resposta d'impuls. Quan es coneixen la funció de transferència i la transformada de Laplace de l'entrada, aquesta convolució pot ser més complicada que l'alternativa de multiplicar dues funcions en el domini de la freqüència.